# Hans Zach
Pour les articles homonymes, voir Zach.
Temple de la renommée Allemagne : 2000
Hans Zach (né le 30 mars 1949 à Bad Tölz) est un ancien joueur professionnel allemand de hockey sur glace devenu entraîneur. Son frère Martin fut professionnel de 1949 à 1959.

## Carrière

### En tant que joueur
Zach commence sa carrière dans l'équipe junior de l'EC Bad Tölz. Il intègre l'équipe première alors en Bundesliga lors de la saison 1967-1968 où il marque 21 buts. Il reste deux autres saisons puis part pour le SC Riessersee où il joue quatre saisons. Pour la saison 1974-1975, il rejoint le Berliner Schlittschuhclub. Après une première saison moyenne, il élève ensuite son niveau. Lors de la saison 1976-1977, il marque 26 buts et est présent dans 28 assistances.
La direction de l'EV Landshut le convainc de venir. Il y conserve son niveau. Lors de la saison 1978-1979, il marque 60 points en 42 matchs. Après cette saison, il va chez les Starbulls Rosenheim. Il remporte avec cette équipe son seul titre de champion d'Allemagne à la fin de la saison 1981-1982. À la fin de la saison 1983-1984, il prend sa retraite à l'âge de 35 ans. En 600 matchs, il a marqué 260 buts.
Avec l'équipe d'Allemagne de hockey sur glace, Hans Zach a marqué 16 buts en 80 sélections. Il participe aux Championnats du monde 1976, 1977, 1978, 1979 ainsi qu'aux Jeux olympiques de 1980.

### En tant qu'entraîneur
De 1985 à 1987, Hans Zach entraîne l'équipe junior des SB Rosenheim et est l'assistant de Hans Rampf pour la sélection des jeunes de la fédération allemande. En 1987, il devient diplômé de la Sporthochschule de Cologne. Il intègre l'EC Ratingen en Oberliga. De même qu'avec le SV Bayreuth en 2. Bundesliga la saison suivante, il est élu meilleur entraîneur du championnat.
En 1990, il entraîne au plus haut niveau les DEG Metro Stars et gagne le titre de champion dès sa première saison. Il conserve le titre les deux saisons suivantes. Il part pour les Huskies de Cassel en 1995 pour une seule saison où il est élu meilleur entraîneur puis revient à Düsseldorf.
En 1997, Zach tente sa chance en Suisse, mais le Zürcher Schlittschuh Club Lions le licencie après quelques mois. Il revient aux Huskies de Cassel pendant quatre saisons. De 2002 à 2006, il entraîne les Kölner Haie. À l'été 2006, il signe un contrat avec les Scorpions de Hanovre qu'il amène en demi-finale des play-offs en 2009. Après la prolongation de son contrat, il fait gagner au club son premier titre de champion en 2010.
Le 1er janvier 2014, il accepte de succéder à Harold Kreis à la tête des Adler Mannheim.
En juin 1998, Hans Zach devient l'entraîneur de l'équipe d'Allemagne. Il dirige la Mannschaft lors de quatre championnats du monde ainsi qu'aux Jeux olympiques de 2002 à Salt Lake City.
Durant les mauvais résultats au Championnat du monde 2004, on critique sa sélection et son entraînement. Zach ne renouvelle pas son contrat.

## Statistiques
| Saison    | Équipe                    | Ligue      |    | Saison régulière | Saison régulière | Saison régulière | Saison régulière | Saison régulière |   | Séries éliminatoires | Séries éliminatoires | Séries éliminatoires | Séries éliminatoires | Séries éliminatoires |
| Saison    | Équipe                    | Ligue      | PJ | B                | A                | Pts              | Pun              | PJ               | B | A                    | Pts                  | Pun                  |                      |                      |
| 1967-1968 | EC Bad Tölz               | Bundesliga | 26 | 16               | 5                | 21               | 14               |                  |   |                      |                      |                      |                      |                      |
| 1968-1969 | EC Bad Tölz               | Bundesliga | 30 | 13               | 6                | 19               | 22               |                  |   |                      |                      |                      |                      |                      |
| 1969-1970 | EC Bad Tölz               | Bundesliga | 35 | 14               | 4                | 18               | 24               |                  |   |                      |                      |                      |                      |                      |
| 1970-1971 | SC Riessersee             | Bundesliga | 35 | 12               | 4                | 16               | 18               |                  |   |                      |                      |                      |                      |                      |
| 1971-1972 | SC Riessersee             | Bundesliga | 30 | 9                | 4                | 13               | 12               |                  |   |                      |                      |                      |                      |                      |
| 1972-1973 | SC Riessersee             | Bundesliga | 37 | 17               | 20               | 37               | 28               |                  |   |                      |                      |                      |                      |                      |
| 1973-1974 | SC Riessersee             | Bundesliga | 31 | 10               | 10               | 20               | 53               |                  |   |                      |                      |                      |                      |                      |
| 1974-1975 | Berliner Schlittschuhclub | Bundesliga | 34 | 11               | 7                | 18               | 25               |                  |   |                      |                      |                      |                      |                      |
| 1975-1976 | Berliner Schlittschuhclub | Bundesliga | 27 | 11               | 11               | 22               | 44               |                  |   |                      |                      |                      |                      |                      |
| 1976-1977 | Berliner Schlittschuhclub | Bundesliga | 44 | 26               | 28               | 54               | 27               |                  |   |                      |                      |                      |                      |                      |
| 1977-1978 | EV Landshut               | Bundesliga | 41 | 20               | 20               | 40               | 48               |                  |   |                      |                      |                      |                      |                      |
| 1978-1979 | EV Landshut               | Bundesliga | 42 | 27               | 33               | 60               | 40               |                  |   |                      |                      |                      |                      |                      |
| 1979-1980 | Starbulls Rosenheim       | Bundesliga | 40 | 10               | 26               | 36               | 38               |                  |   |                      |                      |                      |                      |                      |
| 1980-1981 | Starbulls Rosenheim       | Bundesliga | 40 | 18               | 31               | 49               | 38               | 6                | 0 | 2                    | 2                    | 4                    |                      |                      |
| 1981-1982 | Starbulls Rosenheim       | Bundesliga | 43 | 20               | 25               | 45               | 44               | 7                | 2 | 8                    | 10                   | 2                    |                      |                      |
| 1982-1983 | Starbulls Rosenheim       | Bundesliga | 36 | 11               | 17               | 28               | 25               | 9                | 3 | 4                    | 7                    | 10                   |                      |                      |
| 1983-1984 | Starbulls Rosenheim       | Bundesliga | 31 | 9                | 13               | 22               | 23               | 10               | 0 | 3                    | 3                    | 2                    |                      |                      |
| 1986-1987 | EC Ratingen               | Oberliga   | -  | 47               | 60               | 107              | -                |                  |   |                      |                      |                      |                      |                      |